# Intaglio

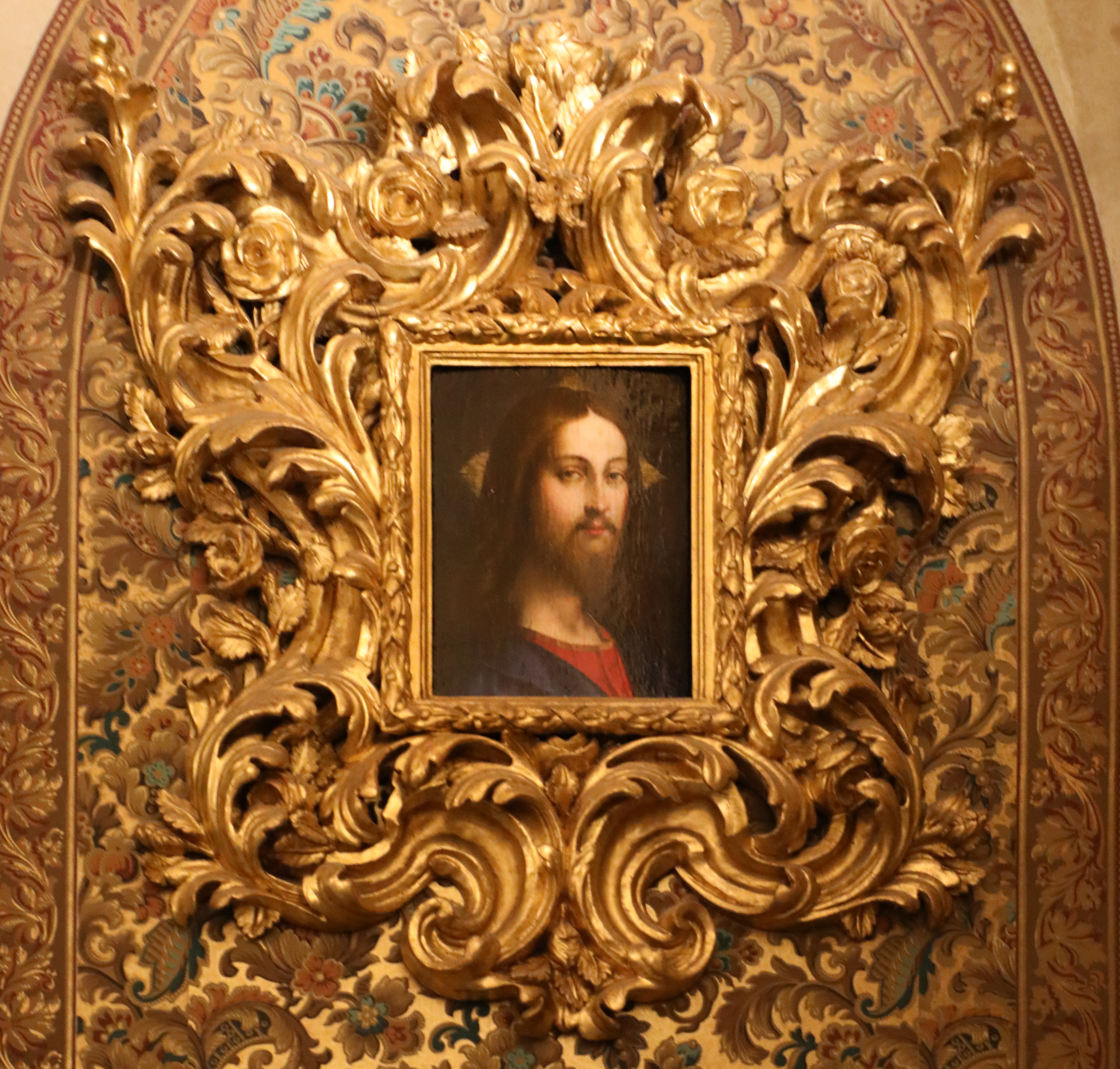
Esempio di intaglio in legno (cornice)

L'intaglio è l'attività che consiste nel rimuovere, mediante l'utilizzo di appositi strumenti come le sgorbie o i bulini, materia principalmente dal legno ma anche fa da pietra, metalli e pietre dure, al fine di ornare oggetti e arredi o di creare opere d'arte.

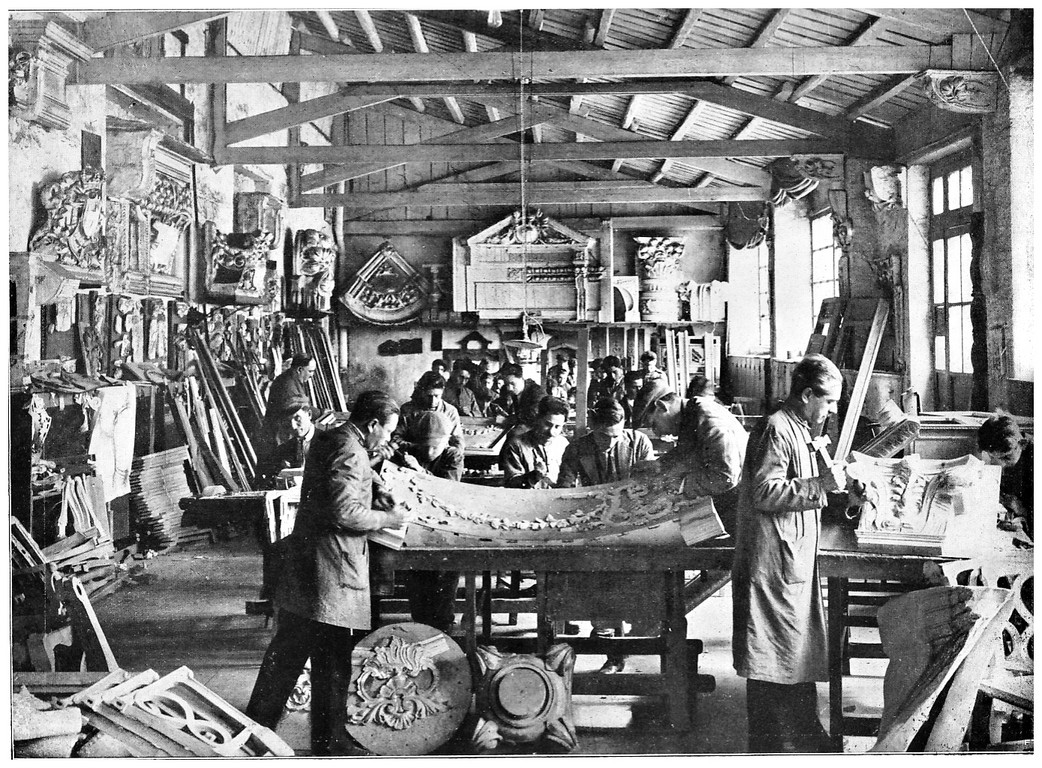
Il reparto intaglio del legno della Fabbrica di mobili Ducrot, Palermo 1927.

Oltre alla realizzazione di opere scultoree in legno l'intaglio è comunemente utilizzato nella xilografia, intaglio su legno per ottenere matrici di stampa, e nella glittica, intaglio su gemme e pietre dure.